# Метод Pomodoro

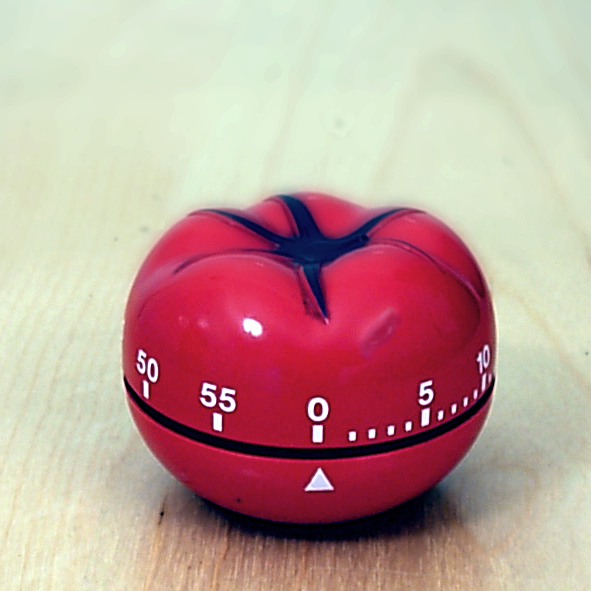
Кухонний таймер «pomodoro», який дав назву методу

Метод Pomodoro — це метод керування часом, розроблений Франческо Чірілло в кінці 1980-х. Цей метод використовує таймер для того, щоб розбити роботу на 25-хвилинні інтервали, які називаються «pomodori» (італійське слово, що означає «помідори») і розділені короткими перервами. Тісно пов'язаний з такими поняттями, як timeboxing й ітеративна та інкрементна розробка, що використовуються в розробці програмного забезпечення. Метод був адаптований для використання в контексті парного програмування і бере за основу таку ідею: часті перерви можуть покращити спритність думки.

## Принципи в основі методу
Є п'ять кроків до виконання методу:
1. Оберіть завдання, яке потрібно виконати.
2. Встановіть pomodoro (таймер) на 25 хвилин.
3. Працюйте, поки таймер не продзвенить; запишіть це позначкою «x».
4. Зробіть коротку перерву (від 3 до 5 хвилин).
5. Кожні чотири «pomodori» робіть довшу перерву (15–30 хвилин).

Етапи планування, моніторингу, запису, обробки та візуалізації є фундаментальними для методу. У фазі планування задачі пріоритизуються за допомогою запису їх в щоденний список задач. Це дозволяє користувачам оцінити зусилля потрібні для задачі. Коли «pomodori» закінчуються, вони записуються, додаючи відчуття досягнення та надаючи чисті дані для подальшого самоспостереження та вдосконалення.
Для потреб методу термін «помодоро» позначає неподільний 25-хвилинний відрізок часу. Після завершення задачі весь час, що залишився в «помодоро», присвячується перенавчанню. Регулярні перерви робляться з метою асиміляції. Короткий (від 3 до 5 хвилин) відпочинок розділяє послідовні «помодорі». Чотири «помодорі» утворюють набір. Між наборами помодорі роблять довшу перерву (на 15-30 хвилин).
Найголовнішою метою методу є зменшення впливу внутрішніх та зовнішніх відволікальних факторів на увагу та потік. «Помодоро» неподільний. Якщо під час «помодоро» роботу переривають, то або інша діяльність повинна бути занотованою та відкладеною (інформувати — обговорити — запланувати — повернутись) або ж «помодоро» повинен бути відкинутим.

## Інструменти
Творець методу та інші заохочують низькотехнологічний підхід з використанням механічного таймера, паперу та олівця. Фізична дія заведення таймера підкреслює рішучість користувача взятись за задачу, цокання нагадує, що час спливає, а дзвінок повідомляє про перерву. Потік та увага асоціюються з цими фізичними стимулами.
Для цього методу створили програмне забезпечення для багатьох платформ.

### Програмне забезпечення
| Назва            | Платформа                                            | Посилання                                                                       | Опис |
| ---------------- | ---------------------------------------------------- | ------------------------------------------------------------------------------- | --- |
| Помодоро         | веб                                                  | https://www.ukalendar.com/tools/pomodoro-timer                                  | Онлайн помодоро таймер для навчання та роботи                                                                                     |
| Pomodoro         | веб                                                  | https://pomodoro.increaser.org                                                  | Безкоштовний Помодоро таймер з відкритим вихідним кодом                                                                           |
| pomodoro.me      | веб                                                  | http://www.pomodoro.me/                                                         | Простий браузерний таймер |
| Tomato Planner   | Android                                              | https://play.google.com/store/apps/details?id=ru.tomatoplanner.tomatoplanner    | Створює розклад по техніці Помодоро і повідомляє на початку і в кінці кожного «помідора»                                          |
| Clockwork tomato | Android                                              | https://play.google.com/store/apps/details?id=net.phlam.android.clockworktomato | Таймер з статистикою, звуками при заведенні та під час помодорі, автоматичне переведення телефону в режим літака під час помодорі |
| Pomodorium       | Windows/MacOS/Linux                                  | http://pomodorium.blogspot.com/                                                 | Програма для ґейміфікації роботи, суміш помодоро-таймера з RPG                                                                    |
| KanbanFlow       | веб                                                  | https://kanbanflow.com/                                                         | Канбан дошка з pomodoro таймером.                                                                                                 |
| Tomighty         | Windows/MacOS                                        | https://tomighty.github.io/                                                     | Безкоштовний спеціалізований таймер                                                                                               |
| TeamViz          | Android/Windows/MacOS/Linux                          | http://www.teamviz.com/downloads/                                               | Мультиплатформовий сервіс, облікові записи, синхронізація, Free / Pro                                                             |
| Pomotodo         | веб, Windows, MacOS, Android, iOS, додаток до Chrome | https://www.pomotodo.com/                                                       | Мультиплатформовий додаток, можливість вказувати комментарі після кожного помідору                                                |

## Назва
Метод Pomodoro отримав свою назву через кухонний таймер у формі помідора, який був вперше використаний творцем методу Франческо Чірілло, коли він був студентом університету (pomodoro італійською означає помідор).

## Критика
Застосування чистого методу Pomodoro неможливе для команд людей, бо сильно обмежує комунікацію. Проте, більшість людей застосовують звичайний timeboxing називаючи його технікою помодоро, бо не роблять оцінки складності в помодоро, не роблять ретроспективу помодоро, не дотримуються часу перерв, не виконують всю роботу, в тому числі читання пошти в середині помодоро, не записують результати в щоденний список задач, залишаючи від Pomodoro лише 25-хвилинні таймбокси.